# Keep A-Knockin'
Singles de Little Richard
Jenny, Jenny
(1957) Maybe I'm Right
(Lost in Music)
Keep A-Knockin' (But You Can't Come In) (ou Keep A-Knockin') est une chanson américaine qui date des années 1920, attribuée sans certitude à Perry Bradford et J. Mayo Williams. Elle a été reprise par de nombreux artistes dans les années 1920 et 1930.
Il existe une version en cajun dans la tradition orale louisianaise sous le titre "Tu peux cogner mais tu peux pas rentrer".

## Version de Little Richard
En 1957, la chanson a été reprise par Little Richard. Sa version est plus rapide et est créditée à Richard Penniman (alias Little Richard) lui-même.
Publiée en single sous le label Specialty Records dans la seconde moitié de 1957, sa version a atteint le top 10 des classements Top 100 Sides et R&B Best Sellers in Stores du magazine musical américain Billboard.
En 2004, Rolling Stone a classé cette chanson, dans la version de Little Richard, 442e sur sa liste des « 500 plus grandes chansons de tous les temps ». (En 2010, le magazine rock américain a mis à jour sa liste, et la chanson ne figure plus là-dessus.)